# 단일 속력 자전거

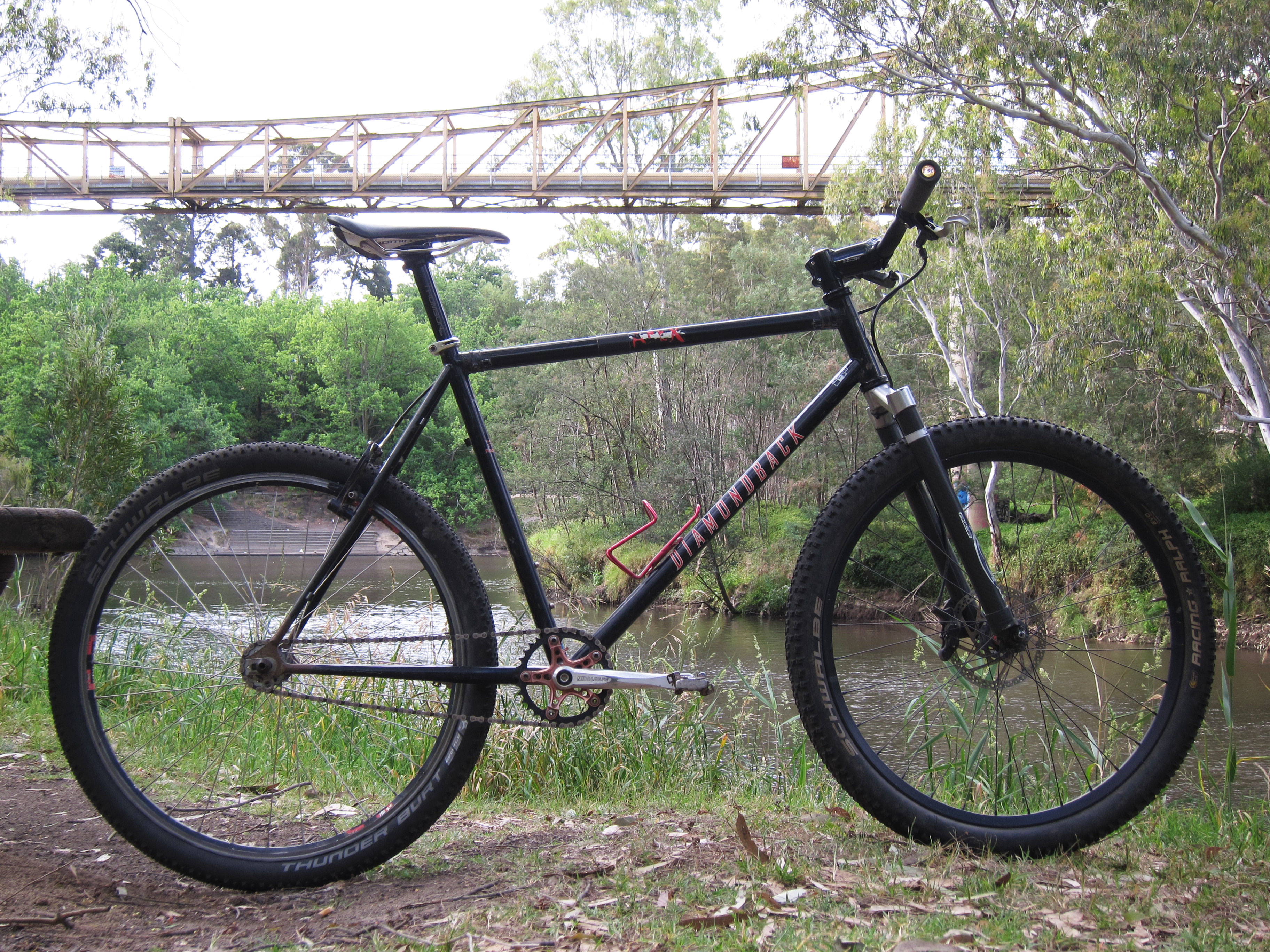
단일 속력 묘기용 산악자전거

단일 속력 자전거(single-speed bicycle)란 변속기가 없어서 한 가지 속력만 낼 수 있는 자전거의 한 종류이다.

## 설명
현대의 단일 속력 자전거는 대부분 다이아몬드 프레임으로 변속기가 없으며 뒷바퀴가 자유축으로 되어 있다. 간단한 구조로 되어 있어 견고하며 무게가 가볍다. 변속기가 없기 때문에, 탑승자의 탑승 환경과 신체에 맞는 기어비를 알아 두고 선택하는 것이 바람직하다.
변속기가 달린 자전거에 비해 통상적으로 손잡이가 길며 토크를 걸기 쉽게 하기 위해 크랭크의 길이가 긴 편이다.

## 고정 기어 자전거와의 차이
고정 기어 자전거는 자전거가 계속 달리는 한 페달이 계속 돌지만 단일 속력 자전거는 주로 뒷바퀴가 자유축이기 때문에 페달을 돌리지 않고도 내리막을 내려갈 수 있다.

## 참고 문헌
1. ↑  “What is the difference between a “single-speed bike” and a “fixed-gear” bike?”. 2019년 12월 18일에 원본 문서에서 보존된 문서. 2018년 3월 27일에 확인함.

## 같이 보기
- 고정 기어 자전거